# Reserva de la biosfera de los Cárpatos
La Reserva de la Biosfera de los Cárpatos (CBR) (ucraniano: Карпатський біосферний заповідник) es una reserva de la biosfera que se estableció como reserva natural en 1968 y se convirtió en parte de la Red Mundial de Reservas de la Biosfera de la UNESCO en 1992. Desde 2007, la mayor parte de la reserva junto con algunos territorios del Parque Nacional del Río Uzh se incluyeron en el Patrimonio de la Humanidad de la UNESCO como parte de los Bosques de Hayas primitivas de los Cárpatos y los Bosques de Hayas Antiguas de Alemania.
Situado en las zonas orientales del Oblast de Zakarpattia, consta de seis macizos de preservación separados y dos zakazniks botánicos (Chorna Hora y Yulivska Hora) con una superficie total de 57 880 hectáreas. La mayor parte de la reserva está cubierta por bosques vírgenes. Administrativamente, la reserva de la biosfera se encuentra en cuatro distritos del Óblast de Zakarpatia, Ucrania. 
Está al lado del parque natural Nacional de los Cárpatos.

## División de territorio
El territorio de la Reserva de la Biosfera de los Cárpatos se divide en varias zonas funcionales: núcleo (A) y zonas de amortiguación (B), zona del régimen protegido regulado (D) y paisajes antropogénicos (C). Difieren unos de otros por los regímenes de uso de la naturaleza. Tal división ayuda a lograr el equilibrio más apropiado entre las necesidades de protección de la naturaleza y los requisitos de la población local

## Composición

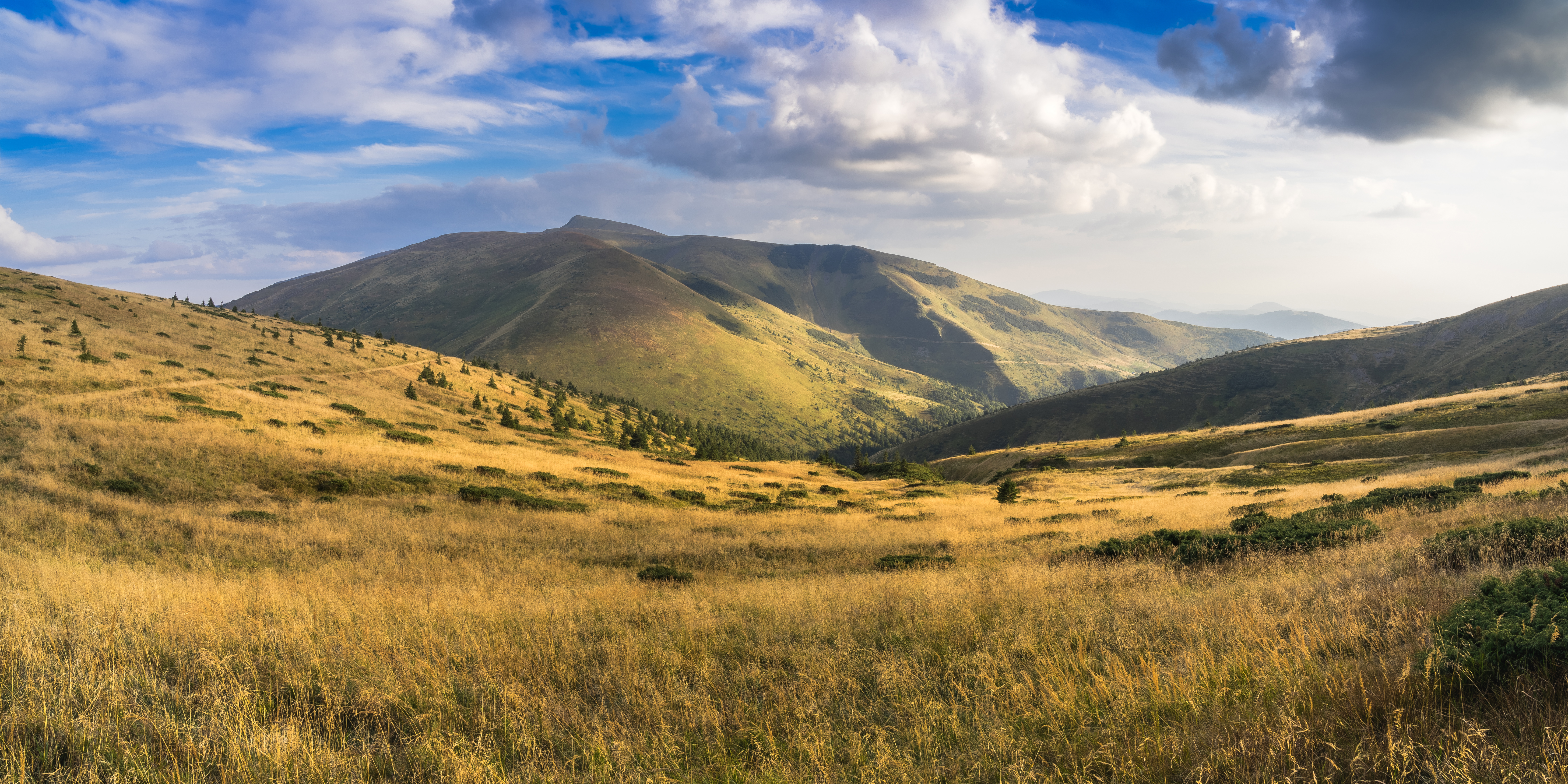
Panorama de la reserva de la biosfera de los Cárpatos, óblast de Transcarpacia, Ucrania. En el fondo, el monte Blyznytsya.

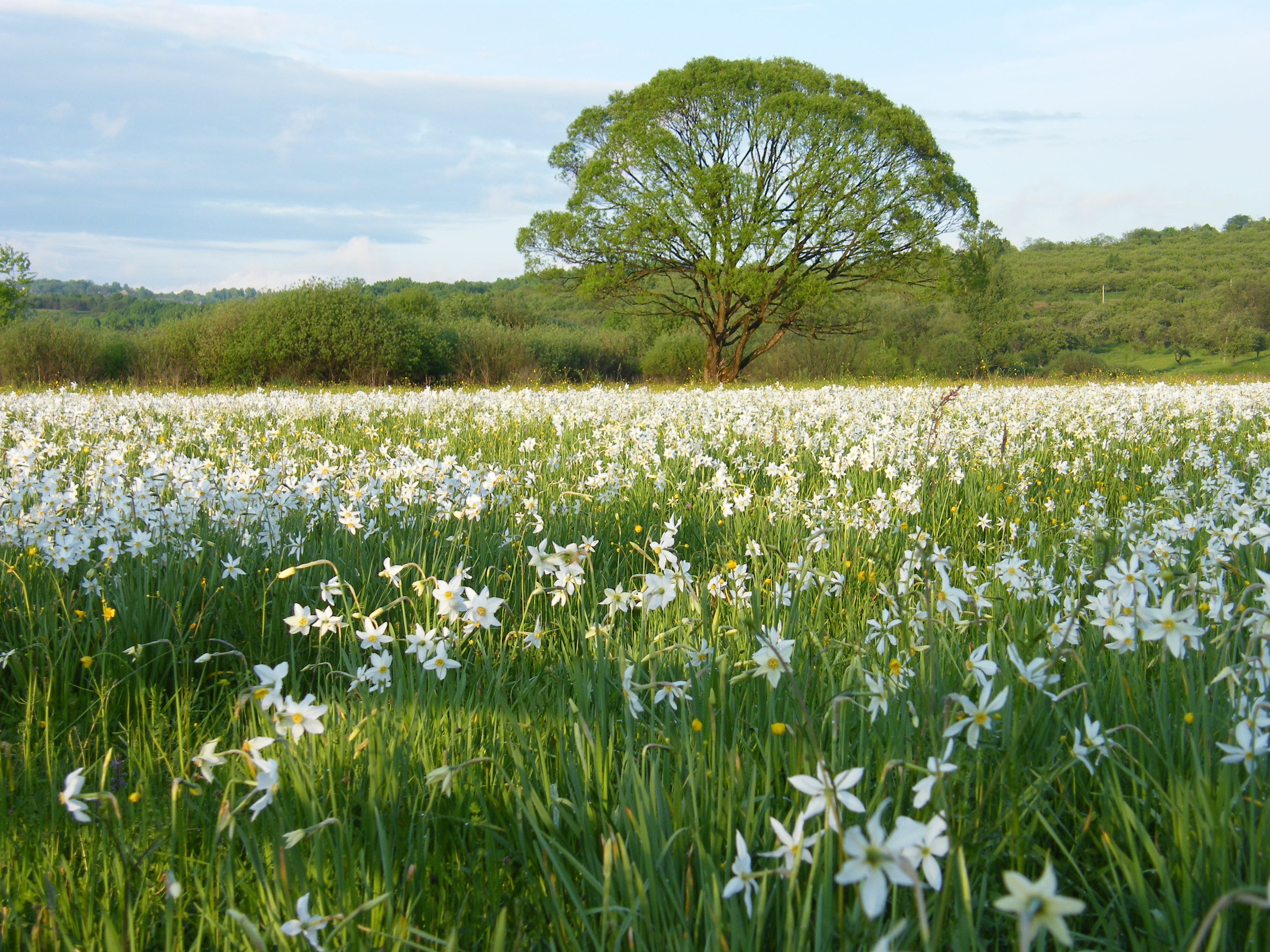
Valle de los Narcisos

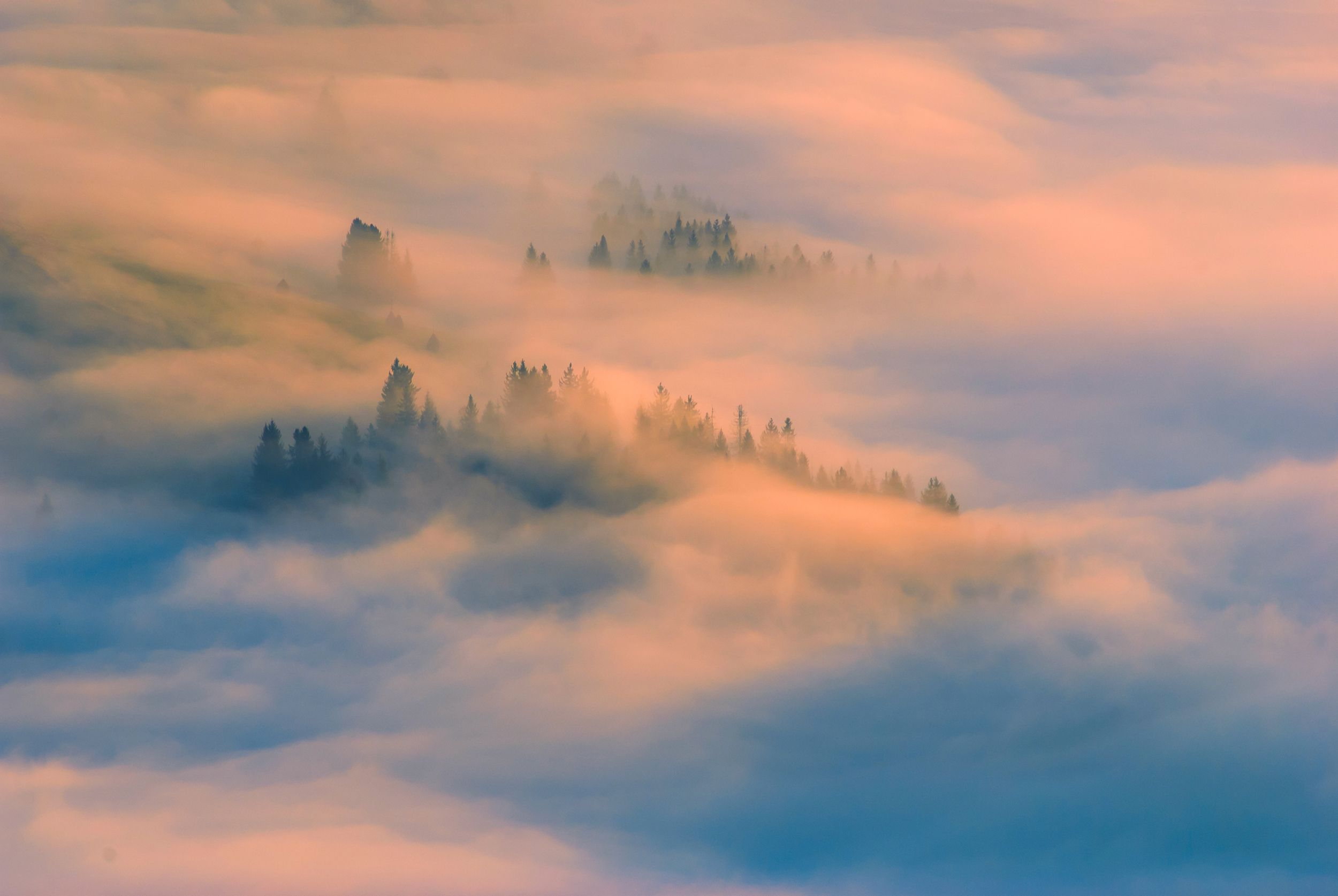
Un mar de nubes

La reserva de la biosfera consiste en seis macizos de preservación separados, así como dos reservas botánicas (zakazniks).
- Macizo de preservación Chornohora
- Macizo de preservación Svydovets
- Macizo de preservación Marmorosh
- Macizo de preservación  Kuziy
- Macizo de preservación Uholka y Shyroka Luzhanka
- Macizo de preservación "Dolyna Nartsysiv" (Valle Narcissus)
- Zakaznik botánico "Chorna Hora" (Montaña Negra)
- Zakaznik botánico  "Yulivska Hora" (Montaña Julius)

El macizo de preservación de Chornohora se encuentra en la parte meridional de Chornohora, el cinturón de montaña más alto de los Beskids orientales y los Cárpatos de Ucrania. Su área total es de 16 375 hectáreas.
El macizo de preservación Svydovets tiene un área de 6580 hectáreas y se encuentra a una altitud de 600-1883 m s. n. m. en la región más alta de las montañas Svydovets.
El macizo de preservación Marmorosh se encuentra en la macroslopa norte de las montañas Rakhiv y cubre un territorio de 8990 hectáreas a una altitud de 750-1940 m s. n. m.
El macizo de conservación Kuziy se encuentra en las ramas meridionales de la cordillera Svydovets a una altitud de 350-1409 m s. n. m. con una superficie total de 4925 ha. Su territorio está completamente ubicado en el área forestal.

El macizo de preservación Uholka y Shyroka Luzhanka se encuentra en la ladera sur de los prados de las montañas Krasna y Menchil a una altitud de 400-1280 m s. n. m. El área total del territorio protegido es de 15 580 ha.
El macizo de conservación "Valle de los Narcisos" se encuentra a una altitud de 180-200 m s. n. m. en la parte occidental del valle Khustsko-Solotvynska y se encuentra en una zona llana de la llanura de inundación del río Khustets.
El zakaznik botánico "Chorna hora" ocupa un territorio de 823 hectáreas en los Cárpatos Volcánicos, en la montaña Chornahora, que forma parte de la cordillera Hutynskiy. Se estableció para preservar el roble, roble carrasco y al haya en 1974. Se convirtió en parte de la reserva de la biosfera de los Cárpatos en 1997.
El zakaznik botánico "Yulivska Hora" cubre un área de 176 ha en las laderas del macizo de la isla de las montañas Yulivski en la cordillera volcánica Vyhorlat-Hutynskiy. Se estableció en 1974 y se convirtió en una parte de la reserva de la biosfera de los Cárpatos en 1997. Su objetivo era preservar los robledales formados por muchas especies balcánicas y mediterráneas amantes del calor. Se caracteriza por el clima más cálido en todo los Cárpatos ucranianos.

## Flora y fauna
La flora de CBR consiste en 262 especies de hongos, 392 especies de líquenes, 440 especies de musgos y 1062 especies de plantas vasculares. La flora de algas incluye 465 especies. 64 de las especies de plantas representadas en esta reserva se enumeran en el Libro Rojo de Ucrania, así como en la UICN y las Listas Rojas Europeas. La fauna de la reserva de la biosfera de los Cárpatos está representada por 64 especies de mamíferos, 173 aves, 9 reptiles, 13 anfibios, 23 peces y más de 10.000 especies de invertebrados. 72 de estas especies figuran en el Libro Rojo de Ucrania y en la UICN y las Listas Rojas Europeas.